# Матис Андрій Станіславович
Андрій Станіславович Матис (1996—2023) — сержант державної прикордонної служби України, учасник російсько-української війни.

## Життєпис
Народився 7 березня 1996 року у селі Баличі Львівської області.
Навчався у Балицькій загальноосвітній школі.
У 2013—2015 роках був студентом у Львівському вищому професійному училищі технологій та сервісу.
У 2016 році призваний до лав прикордонників.
Працював у ТОВ «Нова Я», певний час проживав у місті Винники.
Після початку повномасштабного вторгнення воював у складі 7-го прикордонного загону.
Загинув 21 квітня 2023 року у місті Бахмут, Донецької області.

## Нагороди
- Орден «За мужність» III ступеня[1].